# 8659-es busz
A 8659-es jelzésű autóbusz helyközi autóbuszjárat volt Almásfüzitő és Komárom között.
Útvonalának hossza Almásfüzitő és Komárom között 12,9 km, Komárom és Almásfüzitő között 13,9 km volt. Menetideje Komárom felé 23 perc, Almásfüzitő felé 24 perc volt.
Munkanapokon három járatpár szállította az utasokat.

## Megállóhelyei
| 0  | Almásfüzitő, vasútállomás végállomás     | 14 | 803, 812 1721, 1852 8462, 8479, 8653, 8656, 8660, 8661, 8741 S10, S74 személyvonat, személyvonat                                      |
| 1  | Almásfüzitő, naszályi elágazás           | 13 | 803, 812, 8462, 8479, 8656, 8660, 8661, 8741                                                                                          |
| 2  | Almásfüzitő, iskola                      | 12 | |
| ∫  | Almásfüzitő, felső                       | 11 | 803, 812, 8462, 8479, 8656, 8660, 8661                                                                                                |
| 3  | Almásfüzitő, benzinkút                   | 10 | 8462, 8656, 8660, 8661 |
| 4  | Komárom, MOL városrész                   | 9  | 3, 32 |
| 5  | Komárom, Petőfi utca                     | 8  | 3, 3A, 23, 32 803, 812, 8462, 8656, 8660, 8661, 8687                                                                                  |
| 6  | Komárom (Szőny), vasúti megállóhely      | 7  | 3A 803, 812, 8462, 8479, 8656, 8660, 8661, 8687 S10, személyvonat                                                                     |
| 7  | Komárom, kórház                          | 6  | 3, 3A, 3K, 23, 32, 32K 803, 812 1721, 1824, 1852 8462, 8479, 8656, 8660, 8661, 8687, 8740                                             |
| 8  | Komárom, mocsai elágazás                 | 5  | 3, 3A, 3K, 23, 23K, 32, 32K 803, 812, 8462, 8656, 8660, 8661, 8687, 8727, 8740                                                        |
| 9  | Komárom (Szőny), Déli vasúti megállóhely | 4  | 3, 3A, 3K, 23, 23K, 32, 32K 803, 812, 8462, 8479, 8656, 8660, 8661, 8687, 8727, 8740 S150                                             |
| 10 | Komárom, Száva utca                      | 3  | 3, 3A, 3K, 23, 23K, 32, 32K 803, 812, 8462, 8479, 8656, 8660, 8661, 8687, 8727, 8740                                                  |
| 11 | Komárom, Szabadság tér                   | 2  | 3, 3A, 3K, 23, 23K, 32, 32K 228, 803, 812 1721, 1852 8462, 8479, 8660, 8661, 8687, 8727, 8740                                         |
| 12 | Komárom, Klapka utca                     | 1  | 2, 2T, 3, 3A, 3K, 23, 23K, 32, 32K 228, 803, 812, 8462, 8479, 8660, 8661, 8670, 8671, 8673, 8682, 8687, 8727, 8740                    |
| 13 | Komárom, autóbusz-állomás végállomás     | 0  | 2, 2T, 3, 3A, 23, 23K, 32, 32K 228, 803 1721, 1824, 1852 8462, 8479, 8624, 8660, 8661, 8670, 8671, 8673, 8682, 8687, 8697, 8727, 8740 |